# IPadOS 26
L'iPadOS 26 és el setè i següent llançament important del sistema operatiu iPadOS d'Apple per a l'iPad. Es va anunciar el juny de 2025 a la Conferència Mundial de Desenvolupadors (WWDC) de 2025 i s'espera que es publiqui al setembre. És el successor directe de l'iPadOS 18 i es va anunciar juntament amb iOS 26, macOS 26, watchOS 26, visionOS 26 i tvOS 26.
A partir d'aquesta versió de l'iPadOS, Apple va canviar la seva convenció de numeració per tal de mantenir la coherència en tots els sistemes operatius.
L'iPadOS 26 presenta el nou disseny Liquid Glass. Serà la primera versió d'iPadOS exclusiva per a iPads amb Apple Neural Engine, ja que deixa de ser compatible amb l'iPad de setena generació, convertint-se en la primera versió d'iPadOS que deixa de ser compatible amb un iPad amb pantalla de 10,2 polzades, la primera versió des d'iOS 11 que deixa de ser compatible amb només un model i la tercera versió en general que deixa de ser compatible amb només un model d'iPad.

## Noves funcions i canvis

### Interfície d'usuari
Per primera vegada des d'iOS 7, la interfície d'usuari ha estat redissenyada. Utilitza el nou disseny Liquid Glass, amb icones i menús amb un ús més gran de la transparència similar a VisionOS.

### Gestió de finestres
Un nou sistema de finestres crea una experiència similar a macOS. Les aplicacions ara es poden redimensionar lliurement, amb controls de semàfor que permeten a l'usuari minimitzar una aplicació, tancar-la o fer que una aplicació sigui a pantalla completa. Hi ha una barra de menú d'estil macOS disponible lliscant cap avall a la part superior de la pantalla. Les opcions de mosaic de finestres també estan disponibles en moure el dit per les finestres o en utilitzar les noves opcions de mosaic.
El nou sistema funciona amb un nou motor de finestres que optimitza el renderitzat de les finestres mitjançant l'anàlisi de quines finestres s'estan utilitzant activament. Això permet que el nou sistema de finestres estigui disponible a tots els iPads compatibles amb iPadOS 26, alhora que permet més finestres a la pantalla alhora.
Els modes de gestió de finestres de pantalla completa i Stage Manager existents encara estan disponibles; Stage Manager ara també és compatible amb tots els iPads compatibles amb iPadOS 26, en lloc de només estar-hi en models amb xips de la sèrie M i models d'iPad Pro de la sèrie A compatibles amb iPadOS 18.
La vista dividida i el diapositiva s'han eliminat com a part del nou sistema de gestió de finestres.

### Diari
L'aplicació Journal, que abans només estava disponible per a iOS, ara té una versió dedicada per a iPadOS, compatible amb l'Apple Pencil.

### Vista prèvia
L'iPadOS 26 ara té una aplicació Preview, similar a la seva equivalent a macOS, amb compatibilitat amb l'Apple Pencil per habilitar funcions com ara el marcatge.

### Captura local
L'iPadOS 26 ara pot gravar per separat fluxos de vídeo i àudio d'alta qualitat mentre s'utilitzen aplicacions com ara videoconferències, que es poden compartir o utilitzar en aplicacions d'edició per a podcasts. La captura local es codifica com a fitxer MP4, utilitzant vídeo HEVC i àudio FLAC.

## Dispositius compatibles
L'iPadOS 26 deixa de ser compatible amb l'iPad (7a generació), que incorpora un SoC A10. L'iPadOS 26 requereix un dispositiu amb un processador A12 o posterior. Apple Intelligence requereix un processador Apple M1 o Apple A17 Pro o posterior.
L'iPad Air (3a generació) és l'únic iPad compatible amb una pantalla de 10,5 polzades, mentre que l'iPad Mini (5a generació) és l'únic iPad compatible amb una pantalla de 7,9 polzades.
Els iPads amb un SoC A12, A12X o A12Z tenen compatibilitat limitada.
Els iPads amb un SoC A13, A14 o A15 tenen compatibilitat parcial.
Els iPads amb un SoC A16 tenen compatibilitat gairebé total.
Els iPads amb un SoC de la sèrie M o A17 Pro tenen compatibilitat total.
Els dispositius següents són compatibles:
- iPad (8a generació) o posterior
- iPad Mini (5a generació) o posterior
- iPad Air (3a generació) o posterior
- iPad Pro d'11 polzades (1a generació) o posterior
- iPad Pro de 12,9 polzades (3a generació) o posterior
- iPad Pro (M4)